# Artem Dowbyk
Artem Ołeksandrowycz Dowbyk (ukr. Артем Олександрович Довбик, ur. 21 czerwca 1997 w Czerkasach) – ukraiński piłkarz występujący na pozycji napastnika we włoskim klubie AS Roma, reprezentant Ukrainy. Uczestnik Mistrzostw Europy 2020 oraz 2024.

## Kariera klubowa
Wychowanek klubu Czerkaśkyj Dnipro Czerkasy, barwy którego bronił w juniorskich mistrzostwach Ukrainy (DJuFL).26 lipca 2014 rozpoczął karierę piłkarską w czerkaskim klubie. W lipcu 2015 został zaproszony do Dnipra Dniepropetrowsk, a 18 lipca 2015 debiutował w Premier-lidze. Na początku 2016 został wypożyczony do Zarii Bielce, w którym grał do czerwca 2016. Po reorganizacji Dnipra próbował znaleźć nowy klub, ale 9 sierpnia jednak wrócił do Dnipra. 31 stycznia 2018 podpisał kontrakt z duńskim FC Midtjylland. 2 września 2019 został wypożyczony do duńskiego SønderjyskE Fodbold. 
1 sierpnia 2020 roku wrócił do swojego kraju do SK Dnipro-1 za kwotę 2,20 mln euro. Dwukrotnie został królem strzelców ligi ukraińskiej 2021/22 i 2022/23. 
Dzięki swoim występom został zauważony przez hiszpański klub Girona FC, do którego przeniósł się w sierpniu 2023 roku za kwotę 7,8 mln.

## Kariera reprezentacyjna
Występował w reprezentacji Ukrainy U-21.
W seniorskiej reprezentacji Ukrainy zadebiutował w meczu eliminacji Mistrzostw Świata 2022 z Kazachstanem. 29 czerwca 2021 Dovbyk zadebiutował na Euro 2020, jako zmiennik Andrija Jarmołenki w dogrywce 1/8 finału ze Szwecją. Zdobył zwycięskiego gola w doliczonym czasie gry, zapewniając Ukrainie zwycięstwo 2-1 i awans do ćwierćfinału.

## Sukcesy

### Zespołowe
Zaria Bielce
- Puchar Mołdawii: 2015/16

FC Midtjylland
- mistrzostwo Danii: 2017/18
- Puchar Danii: 2018/19

SønderjyskE Fodbold
- Puchar Danii: 2019/20

### Indywidualne
- król strzelców Premier-Lihi: 2021/22 (14 goli), 2022/23 (24 gole)
- król strzelców Pucharu Ukrainy: 2020/21 (4 gole)
- król strzelców Primera División: 2023/24 (24 gole)
- gracz miesiąca Premier-Lihi: sierpień 2021, listopad 2021, październik 2022, listopad 2022, grudzień 2022, kwiecień 2023
- gracz miesiąca Primera División: grudzień 2023